# 6e étape du Tour d'Espagne 2022
Pour un article plus général, voir Tour d'Espagne 2022.
La 6e étape du Tour d'Espagne 2022 se déroule le jeudi 25 août 2022 de Bilbao (Pays basque) au Pico Jano dans la commune de San Miguel de Aguayo (Cantabrie), sur une distance de 181,2 km.

## Parcours
Cette première étape qualifiée de haute montagne comprend trois ascensions répertoriées dont la première arrivée au sommet de cette Vuelta. Les coureurs grimpent la Collada de Brenes, un col de 1re catégorie de 6,8 km avec une pente moyenne de 8,2 % (sommet à 35 km de l'arrivée). L'arrivée est jugée au sommet du Pico Jano (col de 1re catégorie) après une montée de 12,6 km avec une pente moyenne de 6,55 %.

## Déroulement de la course
L'étape se déroule par un temps pluvieux. Après une dizaine de kilomètres, dix coureurs représentant autant d'équipes différentes forment l'échappée du jour. Il s'agit de Rubén Fernández (Cofidis), Mark Padun (EF Education), Jan Bakelants  (Intermarché-Wanty-Gobert), Nélson Oliveira (Movistar), Fausto Masnada (Quick-Step Alpha Vinyl), Kaden Groves (BikeExchange), Marco Brenner (Team DSM), Dario Cataldo (Trek-Segafredo), Xandro Meurisse (Alpecin) et Xabier Mikel Azparren (Euskaltel-Euskadi). L'avance des échappés sur le peloton au sommet du Puerto de Alisas (à 103 kilomètres de l'arrivée) est de 5 min et 50 s. Ensuite, l'écart commence à diminuer. Dans l'ascension de la Collada de Brenes, l'échappée se scinde en plusieurs groupes alors que Mark Padun s'isole en tête et franchit le col avec une minute d'avance sur Fernández, son premier poursuivant. Le peloton pointe alors à deux minutes de Padun.
Au pied du Pico Jano, le peloton comptant encore une trentaine de coureurs et emmené par le champion du monde Julian Alaphilippe est revenu à 50 secondes de Padun. Après deux kilomètres d'ascension, Jay Vine (Alpecin) part seul. Un peu plus loin, à 8 km du sommet, Remco Evenepoel augmente le rythme et fait exploser le peloton. Primož Roglič et les autres favoris sont décrochés les uns après les autres. Le seul Enric Mas (Movistar) parvient à suivre le Belge. À 6,5 km du terme, Padun est rattrapé et dépassé par Jay Vine qui prend la tête de la course et maintient sur la ligne d'arrivée plongée dans un épais brouillard une avance suffisante sur le duo Evenepoel-Mas. Roglič termine dans un groupe à 1 min 22 s de Remco Evenepoel qui prend le maillot rouge.

## Résultats

### Classement de l'étape
| \| Classement de l'étape \| Classement de l'étape \| Classement de l'étape \| Classement de l'étape \| Classement de l'étape \| \| Coureur \| Coureur \| Pays \| Équipe \| Temps \| \| --------------------- \| --------------------- \| --------------------- \| ---------------------- \| --------------------- \| \| 1er \| Jay Vine \| Australie \| Alpecin-Deceuninck \| 4 h 38 min 00 s \| \| 2e \| Remco Evenepoel \| Belgique \| Quick-Step Alpha Vinyl \| + 15 s \| \| 3e \| Enric Mas \| Espagne \| Movistar Team \| + 16 s \| \| 4e \| Juan Ayuso \| Espagne \| UAE Team Emirates \| + 55 s \| \| 5e \| Primož Roglič \| Slovénie \| Jumbo-Visma \| + 1 min 37 s \| \| 6e \| Pavel Sivakov \| France \| Ineos Grenadiers \| + 1 min 37 s \| \| 7e \| Tao Geoghegan Hart \| Royaume-Uni \| Ineos Grenadiers \| + 1 min 37 s \| \| 8e \| Jai Hindley \| Australie \| Bora-Hansgrohe \| + 1 min 37 s \| \| 9e \| Carlos Rodríguez \| Espagne \| Ineos Grenadiers \| + 1 min 37 s \| \| 10e \| Simon Yates \| Royaume-Uni \| BikeExchange-Jayco \| + 1 min 37 s \| |                    |             |                        |                 |
| |                    |             |                        |                 |
| Source : ProCyclingStats |                    |             |                        |                 |
| Classement de l'étape |                    |             |                        |                 |
| Coureur | Coureur            | Pays        | Équipe                 | Temps           |
| 1er | Jay Vine           | Australie   | Alpecin-Deceuninck     | 4 h 38 min 00 s |
| 2e | Remco Evenepoel    | Belgique    | Quick-Step Alpha Vinyl | + 15 s          |
| 3e | Enric Mas          | Espagne     | Movistar Team          | + 16 s          |
| 4e | Juan Ayuso         | Espagne     | UAE Team Emirates      | + 55 s          |
| 5e | Primož Roglič      | Slovénie    | Jumbo-Visma            | + 1 min 37 s    |
| 6e | Pavel Sivakov      | France      | Ineos Grenadiers       | + 1 min 37 s    |
| 7e | Tao Geoghegan Hart | Royaume-Uni | Ineos Grenadiers       | + 1 min 37 s    |
| 8e | Jai Hindley        | Australie   | Bora-Hansgrohe         | + 1 min 37 s    |
| 9e | Carlos Rodríguez   | Espagne     | Ineos Grenadiers       | + 1 min 37 s    |
| 10e | Simon Yates        | Royaume-Uni | BikeExchange-Jayco     | + 1 min 37 s    |

## Classements à l'issue de l'étape

### Classement général
| \| Classement général \| Classement général \| Classement général \| Classement général \| Classement général \| \| Coureur \| Coureur \| Pays \| Équipe \| Temps \| \| ------------------ \| ------------------ \| ------------------ \| ---------------------- \| ------------------ \| \| 1er \| Remco Evenepoel \| Belgique \| Quick-Step Alpha Vinyl \| 20 h 50 min 07 s \| \| 2e \| Rudy Molard \| France \| Groupama-FDJ \| + 21 s \| \| 3e \| Enric Mas \| Espagne \| Movistar Team \| + 28 s \| \| 4e \| Primož Roglič \| Slovénie \| Jumbo-Visma \| + 1 min 01 s \| \| 5e \| Juan Ayuso \| Espagne \| UAE Team Emirates \| + 1 min 12 s \| \| 6e \| Pavel Sivakov \| France \| Ineos Grenadiers \| + 1 min 27 s \| \| 7e \| Tao Geoghegan Hart \| Royaume-Uni \| Ineos Grenadiers \| + 1 min 27 s \| \| 8e \| Carlos Rodríguez \| Espagne \| Ineos Grenadiers \| + 1 min 34 s \| \| 9e \| Simon Yates \| Royaume-Uni \| BikeExchange-Jayco \| + 1 min 52 s \| \| 10e \| João Almeida \| Portugal \| UAE Team Emirates \| + 1 min 54 s \| |                    |             |                        |                  |
| |                    |             |                        |                  |
| Source : ProCyclingStats |                    |             |                        |                  |
| Classement général |                    |             |                        |                  |
| Coureur | Coureur            | Pays        | Équipe                 | Temps            |
| 1er | Remco Evenepoel    | Belgique    | Quick-Step Alpha Vinyl | 20 h 50 min 07 s |
| 2e | Rudy Molard        | France      | Groupama-FDJ           | + 21 s           |
| 3e | Enric Mas          | Espagne     | Movistar Team          | + 28 s           |
| 4e | Primož Roglič      | Slovénie    | Jumbo-Visma            | + 1 min 01 s     |
| 5e | Juan Ayuso         | Espagne     | UAE Team Emirates      | + 1 min 12 s     |
| 6e | Pavel Sivakov      | France      | Ineos Grenadiers       | + 1 min 27 s     |
| 7e | Tao Geoghegan Hart | Royaume-Uni | Ineos Grenadiers       | + 1 min 27 s     |
| 8e | Carlos Rodríguez   | Espagne     | Ineos Grenadiers       | + 1 min 34 s     |
| 9e | Simon Yates        | Royaume-Uni | BikeExchange-Jayco     | + 1 min 52 s     |
| 10e | João Almeida       | Portugal    | UAE Team Emirates      | + 1 min 54 s     |

| Classement par points | Classement par points | Classement par points | Classement par points  | Classement par points |
| Coureur               | Coureur               | Pays                  | Équipe                 | Points                |
| --------------------- | --------------------- | --------------------- | ---------------------- | --------------------- |
| 1er                   | Sam Bennett           | Irlande               | Bora-Hansgrohe         | 127 pts               |
| 2e                    | Mads Pedersen         | Danemark              | Trek-Segafredo         | 118 pts               |
| 3e                    | Marc Soler            | Espagne               | UAE Team Emirates      | 47 pts                |
| 4e                    | Primož Roglič         | Slovénie              | Jumbo-Visma            | 41 pts                |
| 5e                    | Remco Evenepoel       | Belgique              | Quick-Step Alpha Vinyl | 41 pts                |
| 6e                    | Enric Mas             | Espagne               | Movistar Team          | 37 pts                |
| 7e                    | Fausto Masnada        | Italie                | Quick-Step Alpha Vinyl | 36 pts                |
| 8e                    | Pascal Ackermann      | Allemagne             | UAE Team Emirates      | 34 pts                |
| 9e                    | Tim Merlier           | Belgique              | Alpecin-Deceuninck     | 34 pts                |
| 10e                   | Daniel McLay          | Royaume-Uni           | Arkéa-Samsic           | 34 pts                |

| Classement par points | Classement par points | Classement par points | Classement par points  | Classement par points |
| Coureur               | Coureur               | Pays                  | Équipe                 | Points                |
| --------------------- | --------------------- | --------------------- | ---------------------- | --------------------- |
| 1er                   | Sam Bennett           | Irlande               | Bora-Hansgrohe         | 127 pts               |
| 2e                    | Mads Pedersen         | Danemark              | Trek-Segafredo         | 118 pts               |
| 3e                    | Marc Soler            | Espagne               | UAE Team Emirates      | 47 pts                |
| 4e                    | Primož Roglič         | Slovénie              | Jumbo-Visma            | 41 pts                |
| 5e                    | Remco Evenepoel       | Belgique              | Quick-Step Alpha Vinyl | 41 pts                |
| 6e                    | Enric Mas             | Espagne               | Movistar Team          | 37 pts                |
| 7e                    | Fausto Masnada        | Italie                | Quick-Step Alpha Vinyl | 36 pts                |
| 8e                    | Pascal Ackermann      | Allemagne             | UAE Team Emirates      | 34 pts                |
| 9e                    | Tim Merlier           | Belgique              | Alpecin-Deceuninck     | 34 pts                |
| 10e                   | Daniel McLay          | Royaume-Uni           | Arkéa-Samsic           | 34 pts                |

| Classement de la montagne | Classement de la montagne | Classement de la montagne | Classement de la montagne | Classement de la montagne |
| Coureur                   | Coureur                   | Pays                      | Équipe                    | Points                    |
| ------------------------- | ------------------------- | ------------------------- | ------------------------- | ------------------------- |
| 1er                       | Victor Langellotti        | Monaco                    | Burgos-BH                 | 13 pts                    |
| 2e                        | Jay Vine                  | Australie                 | Alpecin-Deceuninck        | 11 pts                    |
| 3e                        | Rubén Fernández           | Espagne                   | Cofidis                   | 11 pts                    |
| 4e                        | Mark Padun                | Ukraine                   | EF Education-EasyPost     | 10 pts                    |
| 5e                        | Remco Evenepoel           | Belgique                  | Quick-Step Alpha Vinyl    | 6 pts                     |
| 6e                        | Roger Adrià               | Espagne                   | Equipo Kern Pharma        | 6 pts                     |
| 7e                        | Lawson Craddock           | États-Unis                | BikeExchange-Jayco        | 5 pts                     |
| 8e                        | Marc Soler                | Espagne                   | UAE Team Emirates         | 5 pts                     |
| 9e                        | Joan Bou                  | Espagne                   | Euskaltel-Euskadi         | 5 pts                     |
| 10e                       | Fausto Masnada            | Italie                    | Quick-Step Alpha Vinyl    | 5 pts                     |

| Classement de la montagne | Classement de la montagne | Classement de la montagne | Classement de la montagne | Classement de la montagne |
| Coureur                   | Coureur                   | Pays                      | Équipe                    | Points                    |
| ------------------------- | ------------------------- | ------------------------- | ------------------------- | ------------------------- |
| 1er                       | Victor Langellotti        | Monaco                    | Burgos-BH                 | 13 pts                    |
| 2e                        | Jay Vine                  | Australie                 | Alpecin-Deceuninck        | 11 pts                    |
| 3e                        | Rubén Fernández           | Espagne                   | Cofidis                   | 11 pts                    |
| 4e                        | Mark Padun                | Ukraine                   | EF Education-EasyPost     | 10 pts                    |
| 5e                        | Remco Evenepoel           | Belgique                  | Quick-Step Alpha Vinyl    | 6 pts                     |
| 6e                        | Roger Adrià               | Espagne                   | Equipo Kern Pharma        | 6 pts                     |
| 7e                        | Lawson Craddock           | États-Unis                | BikeExchange-Jayco        | 5 pts                     |
| 8e                        | Marc Soler                | Espagne                   | UAE Team Emirates         | 5 pts                     |
| 9e                        | Joan Bou                  | Espagne                   | Euskaltel-Euskadi         | 5 pts                     |
| 10e                       | Fausto Masnada            | Italie                    | Quick-Step Alpha Vinyl    | 5 pts                     |

| Classement du meilleur jeune | Classement du meilleur jeune | Classement du meilleur jeune | Classement du meilleur jeune | Classement du meilleur jeune |
| Coureur                      | Coureur                      | Pays                         | Équipe                       | Temps                        |
| ---------------------------- | ---------------------------- | ---------------------------- | ---------------------------- | ---------------------------- |
| 1er                          | Remco Evenepoel              | Belgique                     | Quick-Step Alpha Vinyl       | 20 h 50 min 07 s             |
| 2e                           | Juan Ayuso                   | Espagne                      | UAE Team Emirates            | + 1 min 12 s                 |
| 3e                           | Pavel Sivakov                | France                       | Ineos Grenadiers             | + 1 min 27 s                 |
| 4e                           | Carlos Rodríguez             | Espagne                      | Ineos Grenadiers             | + 1 min 34 s                 |
| 5e                           | João Almeida                 | Portugal                     | UAE Team Emirates            | + 1 min 54 s                 |
| 6e                           | Gino Mäder                   | Suisse                       | Bahrain Victorious           | + 2 min 03 s                 |
| 7e                           | Thymen Arensman              | Pays-Bas                     | Team DSM                     | + 2 min 14 s                 |
| 8e                           | Sergio Higuita               | Colombie                     | Bora-Hansgrohe               | + 2 min 22 s                 |
| 9e                           | Santiago Buitrago            | Colombie                     | Bahrain Victorious           | + 5 min 15 s                 |
| 10e                          | Urko Berrade                 | Espagne                      | Equipo Kern Pharma           | + 9 min 01 s                 |

| Classement du meilleur jeune | Classement du meilleur jeune | Classement du meilleur jeune | Classement du meilleur jeune | Classement du meilleur jeune |
| Coureur                      | Coureur                      | Pays                         | Équipe                       | Temps                        |
| ---------------------------- | ---------------------------- | ---------------------------- | ---------------------------- | ---------------------------- |
| 1er                          | Remco Evenepoel              | Belgique                     | Quick-Step Alpha Vinyl       | 20 h 50 min 07 s             |
| 2e                           | Juan Ayuso                   | Espagne                      | UAE Team Emirates            | + 1 min 12 s                 |
| 3e                           | Pavel Sivakov                | France                       | Ineos Grenadiers             | + 1 min 27 s                 |
| 4e                           | Carlos Rodríguez             | Espagne                      | Ineos Grenadiers             | + 1 min 34 s                 |
| 5e                           | João Almeida                 | Portugal                     | UAE Team Emirates            | + 1 min 54 s                 |
| 6e                           | Gino Mäder                   | Suisse                       | Bahrain Victorious           | + 2 min 03 s                 |
| 7e                           | Thymen Arensman              | Pays-Bas                     | Team DSM                     | + 2 min 14 s                 |
| 8e                           | Sergio Higuita               | Colombie                     | Bora-Hansgrohe               | + 2 min 22 s                 |
| 9e                           | Santiago Buitrago            | Colombie                     | Bahrain Victorious           | + 5 min 15 s                 |
| 10e                          | Urko Berrade                 | Espagne                      | Equipo Kern Pharma           | + 9 min 01 s                 |

| Classement par équipes | Classement par équipes             | Classement par équipes | Classement par équipes |
| Équipe                 | Équipe                             | Pays                   | Temps                  |
| ---------------------- | ---------------------------------- | ---------------------- | ---------------------- |
| 1re                    | UAE Team Emirates                  | Émirats arabes unis    | 61 h 44 min 41 s       |
| 2e                     | Bahrain Victorious                 | Bahreïn                | + 10 s                 |
| 3e                     | Ineos Grenadiers                   | Royaume-Uni            | + 15 s                 |
| 4e                     | Movistar Team                      | Espagne                | + 34 s                 |
| 5e                     | Bora-Hansgrohe                     | Allemagne              | + 1 min 10 s           |
| 6e                     | EF Education-EasyPost              | États-Unis             | + 4 min 25 s           |
| 7e                     | Jumbo-Visma                        | Pays-Bas               | + 5 min 55 s           |
| 8e                     | Intermarché-Wanty-Gobert Matériaux | Belgique               | + 8 min 45 s           |
| 9e                     | Astana Qazaqstan Team              | Kazakhstan             | + 11 min 54 s          |
| 10e                    | Groupama-FDJ                       | France                 | + 16 min 54 s          |

| Classement par équipes | Classement par équipes             | Classement par équipes | Classement par équipes |
| Équipe                 | Équipe                             | Pays                   | Temps                  |
| ---------------------- | ---------------------------------- | ---------------------- | ---------------------- |
| 1re                    | UAE Team Emirates                  | Émirats arabes unis    | 61 h 44 min 41 s       |
| 2e                     | Bahrain Victorious                 | Bahreïn                | + 10 s                 |
| 3e                     | Ineos Grenadiers                   | Royaume-Uni            | + 15 s                 |
| 4e                     | Movistar Team                      | Espagne                | + 34 s                 |
| 5e                     | Bora-Hansgrohe                     | Allemagne              | + 1 min 10 s           |
| 6e                     | EF Education-EasyPost              | États-Unis             | + 4 min 25 s           |
| 7e                     | Jumbo-Visma                        | Pays-Bas               | + 5 min 55 s           |
| 8e                     | Intermarché-Wanty-Gobert Matériaux | Belgique               | + 8 min 45 s           |
| 9e                     | Astana Qazaqstan Team              | Kazakhstan             | + 11 min 54 s          |
| 10e                    | Groupama-FDJ                       | France                 | + 16 min 54 s          |

## Abandons
Un coureur quitte la Vuelta lors de la 6e étape :
- Jan Hirt (Intermarché-Wanty-Gobert Matériaux) : non-partant, positif au Covid-19[2].